# Црква Светог Георгија у Шумарицама
Црква Светог Георгија у Шумарицама, на територији града Крагујевца, припада Епархији шумадијској Српске православне цркве.
Црква посвећена Светом великомученику Георгију освештана је септембра 2019. године, од стране Епископа шумадијског Јована Младеновића.